# 335.
◄ | 3. stoljeće | 4. stoljeće | 5. stoljeće | ►
◄ | 300-ih | 310-ih | 320-ih | 330-ih | 340-ih | 350-ih | 360-ih | ►
◄◄ | ◄ | 332. | 333. | 334. | 335. | 336. | 337. | 338. | ► | ►►
Astronomija • Književnost • Kršćanstvo

## Događaji
- 16. rujna – U Jeruzalemu je posvećena grobna crkva na brdu Golgoti. Današnja sakralna građevina, na koju prava polaže šest kršćanskih vjerskih zajednica, potječe s prijelaza 11. u 12. stoljeće.

## Smrti
- 31. prosinca – Silvestar I., papa

## Vanjske poveznice
|  | Zajednički poslužitelj ima još gradiva o temi 335. |